# Rödingsträsket
Rödingsträsket är en sjö i Bodens kommun i Norrbotten och ingår i Luleälvens huvudavrinningsområde. Sjön har en area på 1,72 kvadratkilometer och ligger 247 meter över havet. Sjön avvattnas av vattendraget Rödingsträskbäcken.

## Delavrinningsområde
Rödingsträsket ingår i det delavrinningsområde (733050-172093) som SMHI kallar för Utloppet av Rödingsträsket. Medelhöjden är 269 meter över havet och ytan är 17,69 kvadratkilometer. Det finns inga avrinningsområden uppströms utan avrinningsområdet är högsta punkten. Rödingsträskbäcken som avvattnar avrinningsområdet har biflödesordning 4, vilket innebär att vattnet flödar genom totalt 4 vattendrag innan det når havet efter 119 kilometer. Avrinningsområdet består mestadels av skog (62 procent) och sankmarker (27 procent). Avrinningsområdet har 1,73 kvadratkilometer vattenytor vilket ger det en sjöprocent på 9,7 procent.